# Aleksandrowka (sielsowiet brieżniewski)
Aleksandrowka (ros. Александровка) – wieś (ros. деревня, trb. dieriewnia) w zachodniej Rosji, w sielsowiecie brieżniewskim rejonu kurskiego w obwodzie kurskim.

## Geografia
Miejscowość położona jest nad Bolszają Kuricą (prawy dopływ Sejmu), 3,5 km od centrum administracyjnego sielsowietu (Wierchniekasinowo), 18 km na północny zachód od Kurska, 3 km od drogi magistralnej (federalnego znaczenia) M2 «Krym» (część trasy europejskiej E105).
We wsi znajdują się 32 posesje.
Klimat
Miejscowość, jak i cały rejon, znajduje się w strefie klimatu kontynentalnego z łagodnym ciepłym latem i równomiernie rozłożonymi opadami rocznymi (Dfb w klasyfikacji klimatów Köppena).

## Demografia
W 2010 r. wieś zamieszkiwały 23 osoby.